# Санчес, Альфонсо
Альфонсо Санчес Мигес (кат. Alfons Sánchez Miguez; род. 27 июля 1974) — андоррский футболист, вратарь. Выступал за национальную сборную Андорры.

## Биография

### Клубная карьера
В 1996 году играл за испанский клуб «Кобас» из чемпионата Галисии. После сменил ряд клубов из низших дивизионов Испании — «Негрейра», «Реал Тапия», «Бертамиранс», «Сантьяго Сар», «Компостела» и «Сьюдад-де-Сантьяго».

### Карьера в сборной
13 ноября 1996 года национальная сборная Андорры проводила свой первый международный матч против Эстонии и Исидре Кодина вызвал Альфонсо в стан команды. Товарищеская встреча закончилась поражением сборной карликового государства со счётом (1:6), а Санчес занял место в воротах. В следующий раз за сборную сыграл в 1999 году в игре против Португалии (0:4). В квалификации на чемпионат мира 2002 он провёл три игры против Нидерландов (0:5) и две встречи с Ирландией (0:3 и 1:3). В последний раз в футболке сборной играл 5 июня 2004 года в товарищеской встрече с Испанией (0:4). Несмотря на это Санчес вызывался в стан команды вплоть до 2008 года.
Всего за сборную Андорры сыграл в 6 матчах, пропустив при этом 22 мяча.